# Aston Martin V8 Vantage GT4
De Aston Martin V8 Vantage GT4 is een racewagen van het Britse automerk Aston Martin. De GT4 is een geüpdatete versie van de Aston Martin V8 Vantage N24 en daarmee dus gebaseerd op de Aston Martin V8 Vantage. De wagen diende ook als introductie van de nieuwe Aston Martin-motor 4.7 liter V8 die sinds het intreden van de GT4-variant ook verkrijgbaar is in de standaarduitvoering van de V8 Vantage. De 4.7 liter V8 vervangt de 4.3 liter V8 uit de N24.
In 2011 werd de wagen aangepast waardoor hij nog aerodynamischer werd en een krachtigere motoriek kreeg.